# Río Sankarani
El río Sankarani es un río del África occidental, un afluente por la margen derecha del río Níger en su curso alto, que discurre o es frontera de Guinea, Costa de Marfil y Malí. Su longitud es de unos 400 km, drenado una cuenca de 34 200 km² (dos tercios en Guinea).
En el momento de auge del antiguo imperio de Malí, entre los siglos XIII y XVI, se piensa que la capital era Niani, en la ribera del Sankarani.

## Geografía
El río nace al sureste de Guinea, en los altos de Futa Yallon, donde lleva el nombre de Gbanhala que conserva hasta después de su confluencia con el Kourou Kelle, en que ya pasa a ser el Sankarani. Desde su nacimiento fluye en dirección norte, aproximándose pronto a la frontera de Costa de Marfil que no cruza, pero que forma durante un tramo, para luego volver a entrar en territorio exclusivamente guineano. Cruza la frontera de Malí en la última parte de su curso. Recorre unos 100 km, incluyendo un área donde forma la frontera guineo-maliense. Poco antes de su confluencia en el Níger, poco después de recibir al Bale, fue construida en su curso la imponente presa de Sélingué, construida en 1979-1982, la segunda mayor de Malí con una superficie embalsada de 409 km² (lago de Sélingué). Finalmente desemboca en el Níger por su margen derecha en la aldea rural de Kourouba (8248 hab. en 2009), entre las pequeñas ciudades de Kangaba y Kéniéroba, unos 40 km aguas arriba de la capital del país, Bamako.

## Hidrometría
El caudal del río se ha observado durante 27 años (1964-1990) en Sélingué, una localidad situada a poca distancia de su confluencia con el Níger en la presa homónima.
En Sélingué, el caudal medio anual observado en ese período fue de 286 m³/s para una zona drenada de 34 200 km², es decir, casi la totalidad de la cuenca del río. 
La lámina de agua que discurre en la cuenca alcanzó la cifra de 264 mm por año, que puede considerarse satisfactoria. 
El Sankarani es un río de régimen pluvial tropical con un curso de agua abundante, bastante bien alimentado durante todo el año y bastante regular. Se distinguen los dos períodos clásicos en la región de la sabana del hemisferio norte: el de escasez de agua en invierno-primavera y el crecidas en verano-otoño, periodos correspondientes a la estación seca y húmeda de las regiones cruzadas. El caudal medio mensual observado en marzo (el mínimo de estiaje) llegó a 51 m³/s, o 18 veces menos que el medio durante el mes de septiembre, que muestra una irregularidad estacional razonable. En el período de observación de 27 años, el caudal mínimo mensual fue de 14 m³/s, mientras que el caudal máximo mensual fue de 1800 m³/s.
| Caudal medio mensual del río Kotto en la estación hidrométrica de Sélingué (en m³/s. Datos calculados en el período de 27 años, 1948-1973) |
| |